# Ponsonnas
Ponsonnas är en kommun i departementet Isère i regionen Auvergne-Rhône-Alpes i sydöstra Frankrike. Kommunen ligger i kantonen La Mure som tillhör arrondissementet Grenoble. År 2022 hade Ponsonnas 289 invånare.

## Befolkningsutveckling
Antalet invånare i kommunen Ponsonnas
Referens:INSEE